# روئیجین
روئیجین (به چینی: 瑞金市) شهری در سطح شهرستان واقع در گانژوو و کوه‌های هم مرز با استان فوجیان در قسمت جنوب شرقی استان جیانگشی جمهوری خلق چین است. روئیجین که قبلاً یک شهرستان بود در ۱۸ مه ۱۹۹۴ به یک شهر در سطح شهرستان تبدیل شد.